# Rok Možič
Rok Možič (ur. 17 stycznia 2002 w Mariborze) – słoweński siatkarz, reprezentant Słowenii od 2021 roku, grający na pozycji przyjmującego i atakującego.

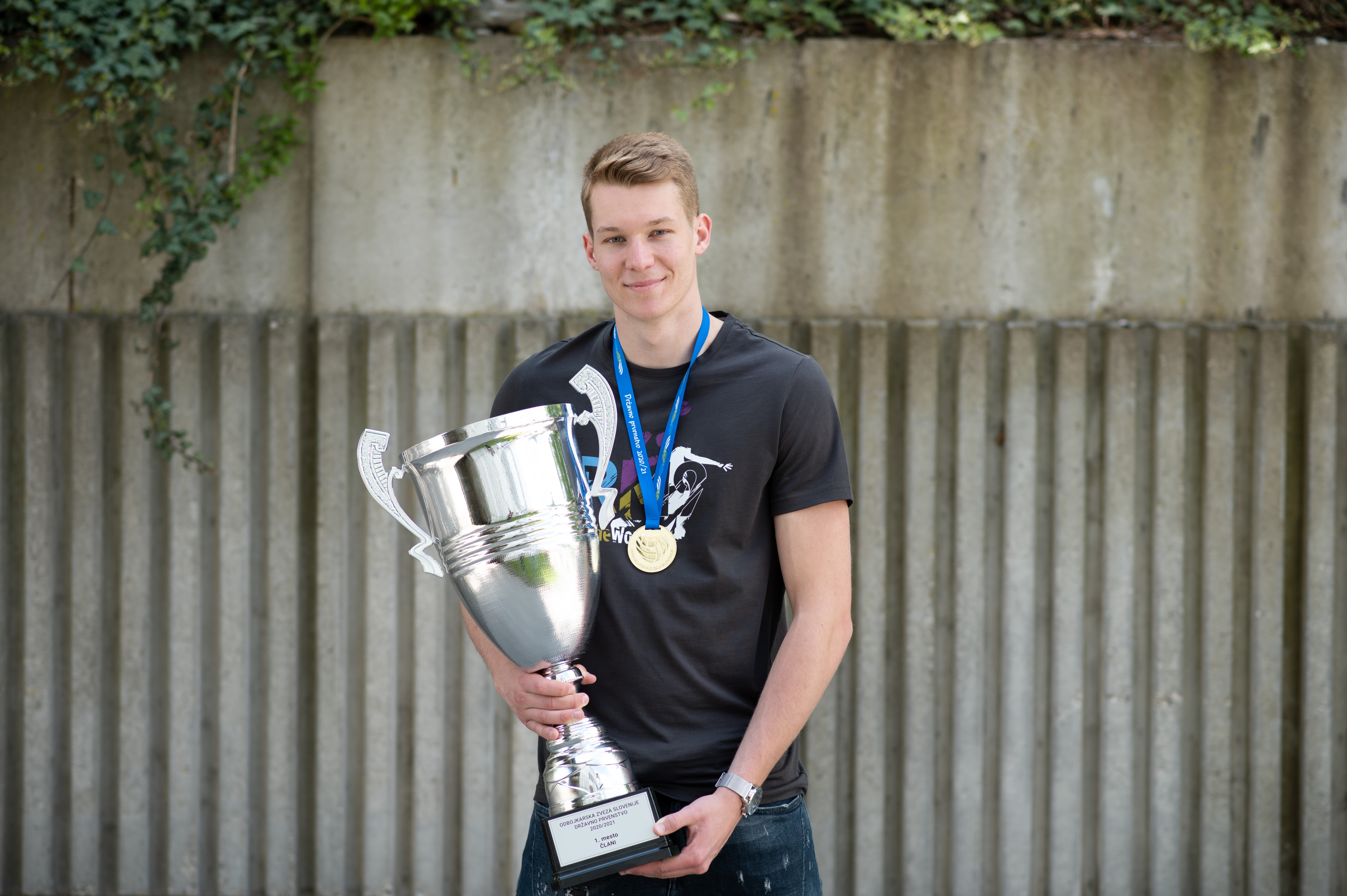
Rok Možič mistrzem Słowenii w sezonie 2020/2021

Jego ojciec Peter Možič obecnie jest trenerem klubu Merkur Maribor.

## Życiorys
Jego mama ma na imię Mojca. Na początku jego rodzice myśleli, że będą mieć jedno dziecko, córkę Mišę, a według rodziców Rok nie był w ich planie na życie. Jego ojciec odnosił sukcesy, grając w Mariborze i również był członkiem kadry narodowej Słowenii a jego matka była reprezentantką Jugosławii. Od 1999 roku jego tata organizuje obozy siatkarskie dla dzieci. Rok zaczął grać w siatkówkę na poważnie w szóstej i siódmej klasie podstawowej.

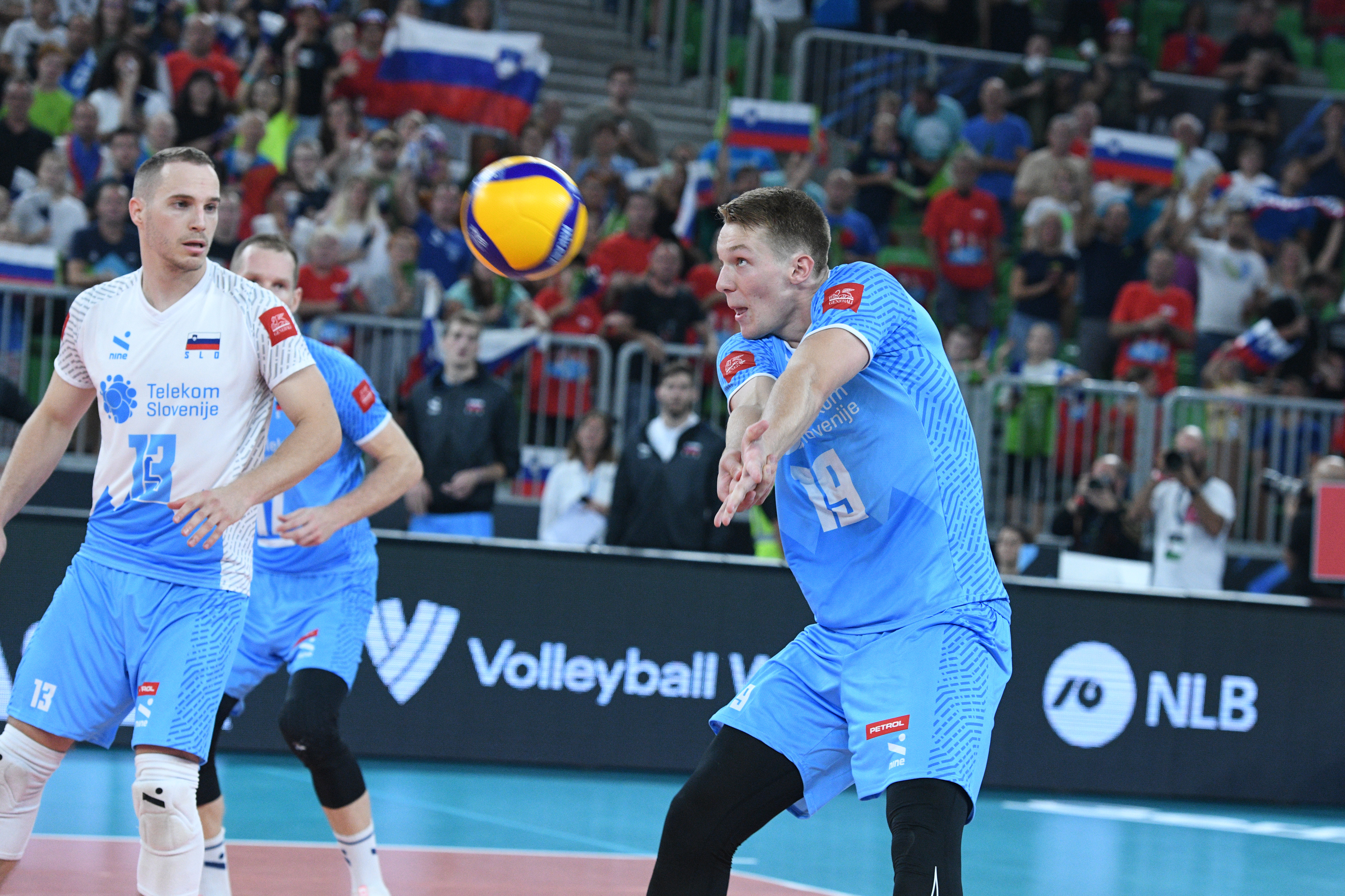
Rok Možič podczas przyjmowania piłki na Mistrzostwach Świata 2022

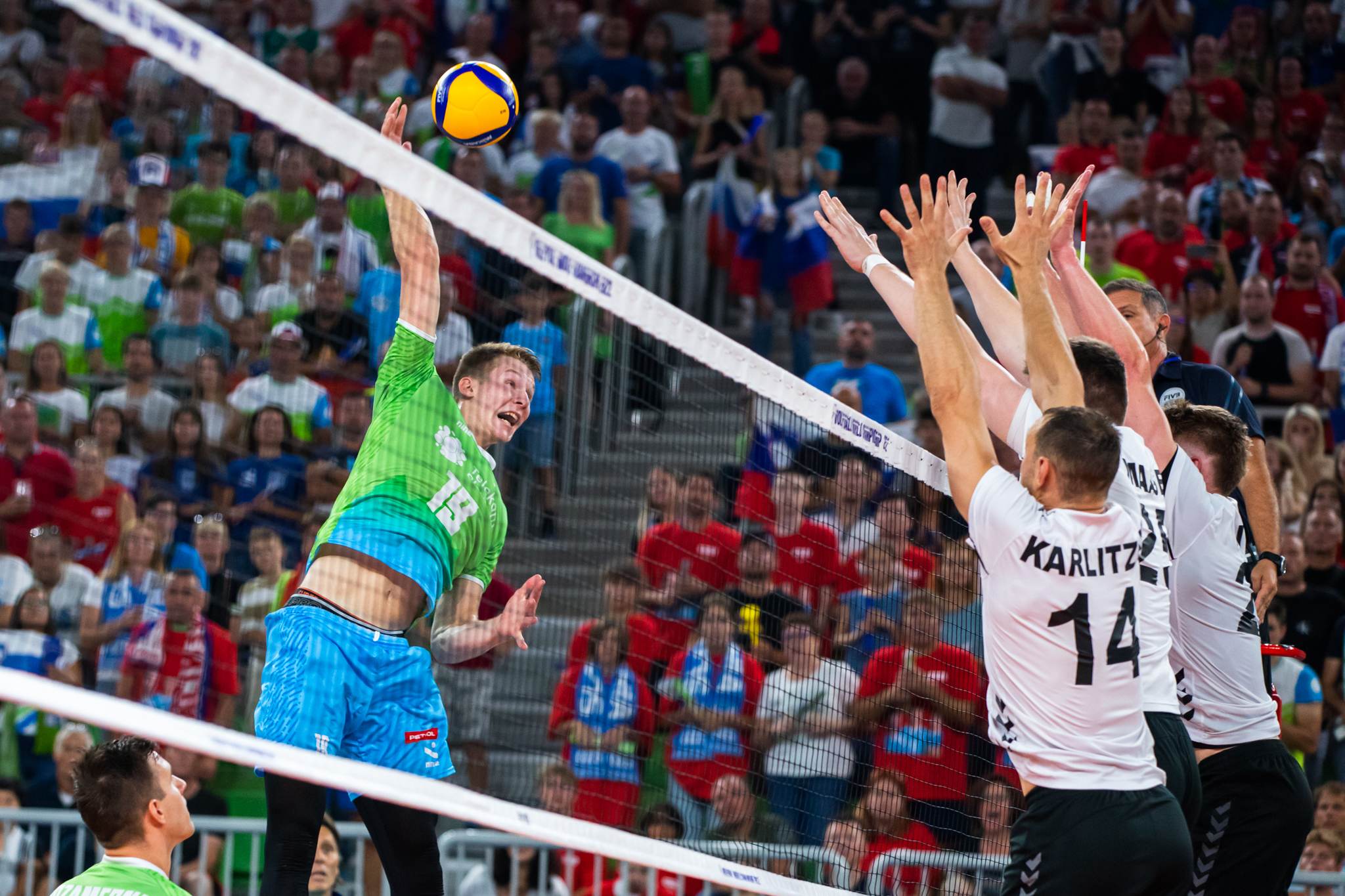
Rok Možič podczas ataku z lewego skrzydła przeciwko reprezentacji Niemiec w 1/8 finału na Mistrzostwach Świata 2022

## Siatkówka plażowa
W 2019 roku w parze z Rokiem Bračko zajęli 2. miejsce na Mistrzostwach Europy Kadetów. Także z Rokiem Bračko zostali Mistrzami Europy Juniorów w 2021 roku.

## Kariera klubowa

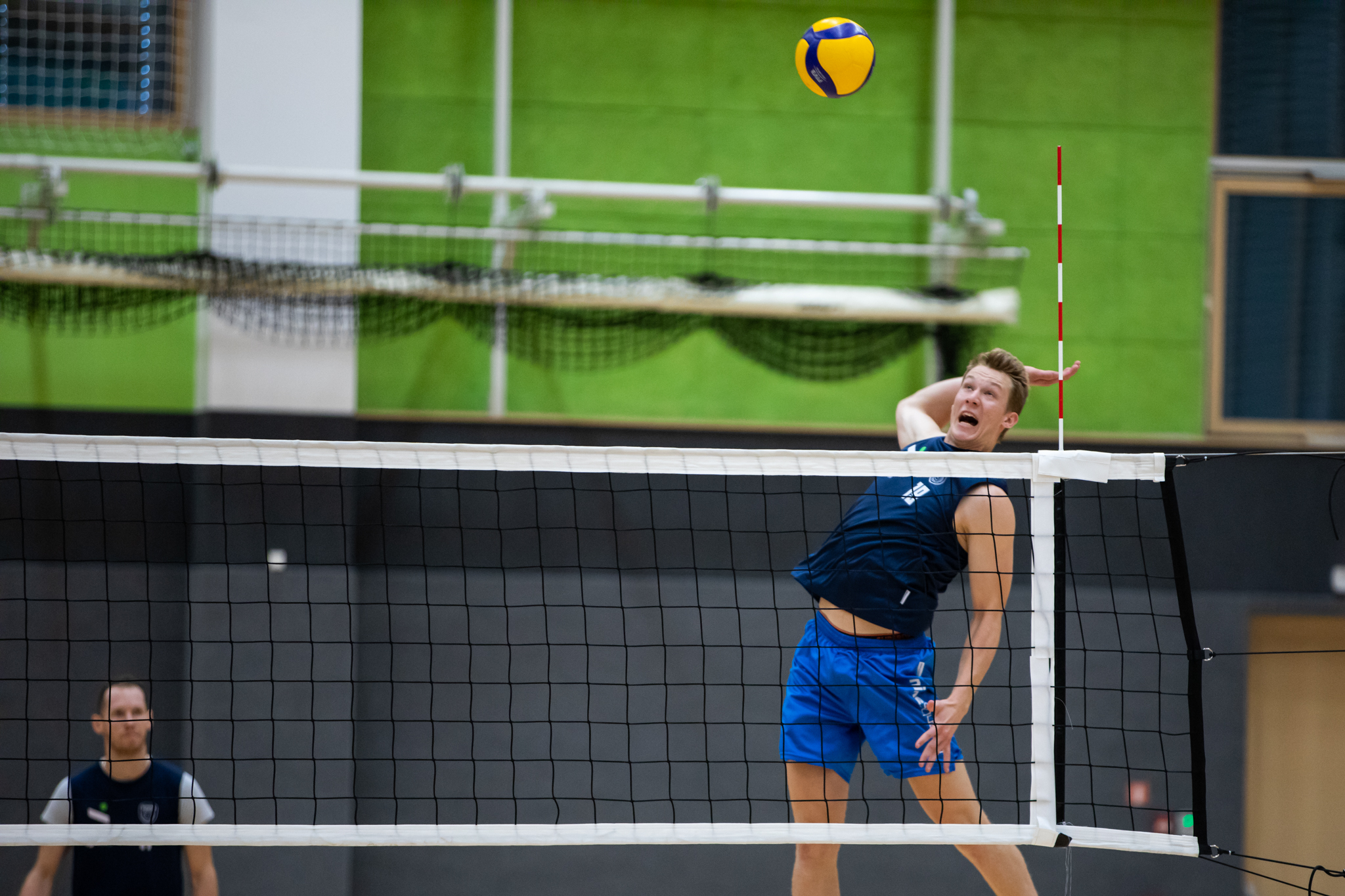
Rok Možič podczas ataku z lewego skrzydła na treningu w lipcu przed Mistrzostwami Świata 2022

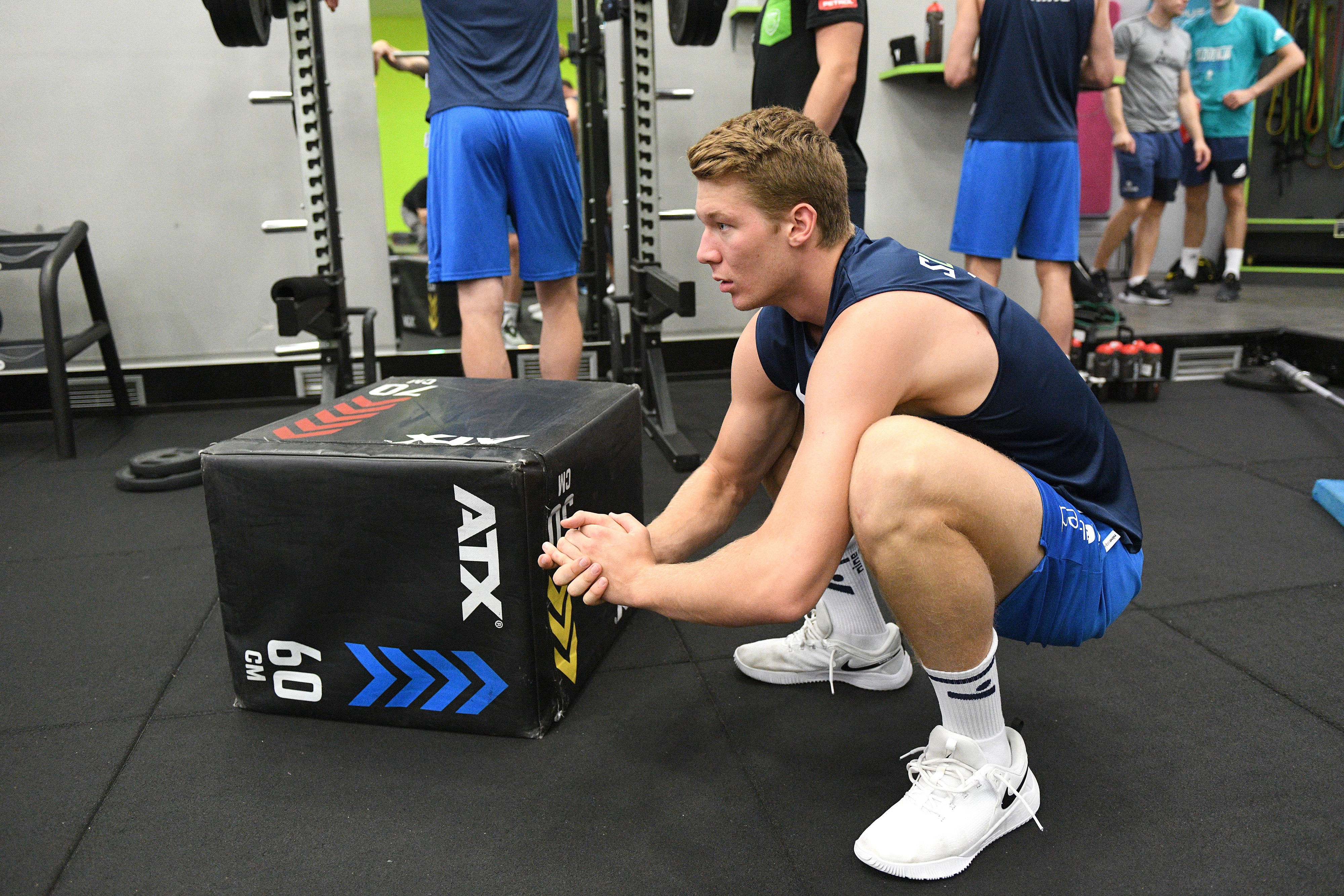
Rok Možič podczas ćwiczeń na siłowni w sierpniu przed Mistrzostwami Świata 2022

| Lata      | Klub              |
| 2019–2021 | Merkur Maribor    |
| 2021–     | Blu Volley Werona |

## Sukcesy klubowe
MEVZA (Liga Środkowoeuropejska):
- 2021

Mistrzostwo Słowenii:
- 2021
- 2020

## Sukcesy reprezentacyjne
Mistrzostwa Europy:
- 2021
- 2023[5]

## Nagrody indywidualne
- 2021: Najlepszy przyjmujący turnieju finałowego MEVZA (Ligi Środkowoeuropejskiej)
- 2023: Najlepszy atakujący Memoriału Huberta Jerzego Wagnera[6]
- 2023: Najlepszy siatkarz 2023 roku w Słowenii[7]